# رابرت مورگنتائو
رابرت موریس مورگنتائو (انگلیسی: Robert Morris Morgenthau; ‏۳۱ ژوئیهٔ ۱۹۱۹ – ۲۱ ژوئیهٔ ۲۰۱۹) سیاست‌مدار اهل ایالات متحده آمریکا بود. وی بازپرس قضایی منهتن که شخصیتش الهام‌بخش مجموعه «نظم و قانون» شد
وی به عنوان بازپرس ایالات متحده در منطقه جنوب شهر نیویورک در دوران ریاست‌جمهوری جان اف کندی و لیندون جانسون خدمت کرد و از سال ۱۹۷۴ نیز به عنوان بازپرس ارشد منطقه منهتن به مدت ۳۵ سال فعالیت کرد. او در طول این مدت حدود ۱۰۰ هزار پرونده جنایی را پیگیری کرد.
رابرت مورگنتائو در ۲۱ ژوئیهٔ ۲۰۱۹ در سن ۹۹ سالگی درگذشت.